# Potok Proszkowców
Potok Proszkowców – potok, lewy dopływ Krzczonówki o długości 4,53 km i powierzchni zlewni 5,14 km².
Potok spływa spływający ze stoków Beskidu Makowskiego. Jego zlewnia znajduje się w obrębie gminy Tokarnia w województwie małopolskim, a źródła położone są na wysokości około 800 m na południowych stokach masywu Kotonia, a dokładniej na stokach Jaworzyńskiego Wierchu, Gronia i Solniska (Kotonia). Spływa początkowo w południowym, później południowo-wschodnim kierunku i na wysokości 391 m, na należącym do Tokarni przysiółku Proszkowce uchodzi do Krzczonówki.
Potok Proszkowców spływa w dolnej części głęboką doliną, a jego jar ma bardzo stromo podcięte zbocza. Orograficznie lewymi zboczami potoku prowadzi asfaltowa droga do wysoko położonej pod szczytem Gronia i Kotonia miejscowości Zawadka.